# Kentaro Sawada
Kentaro Sawada (Prefectura de Kanagawa, Japó, 15 de maig de 1970) és un exfutbolista japonès.

## Selecció japonesa
Kentaro Sawada va disputar 4 partits amb la selecció japonesa.